# Spirorbis borealis
Spirorbis borealis är en ringmaskart som beskrevs av Daudin 1800. Spirorbis borealis ingår i släktet Spirorbis och familjen Serpulidae.

## Underarter
Arten delas in i följande underarter:
- S. b. reversa
- S. b. acifera